# Frido Meinhardt
Frido Meinhardt (* 8. Februar 1926 in Radmeritz) ist ein ehemaliger Funktionär der SED, der unter anderem zwischen 1954 und 1967 Mitglied des Zentralkomitees (ZK) der SED war.

## Leben
Frido Meinhardt war nach dem Zweiten Weltkrieg als Schmelzer und zuletzt als Oberschmelzer im VEB Bergbau- und Hüttenkombinat Maxhütte beschäftigt, ehe er 1951 als Oberschmelzer zum neuen Eisenhüttenkombinats Ost (EKO) in Fürstenberg (Oder) wechselte. Als Oberschmelzer erhielt er unter anderem 1952 die Aktivistenmedaille und trat für eine höhere Normerfüllung ein. Er wurde Ofenmeister des umbenannten Eisenhüttenkombinats „J. W. Stalin“ in der nunmehrigen Stalinstadt und absolvierte eine achtmonatige Fortbildung im Hüttenwerk Asow-Stahl in Schdanow in der Sowjetunion
Auf dem IV. Parteitag der SED (30. März–6. April 1954) wurde Meinhardt erstmals zum Mitglied des Zentralkomitees (ZK) der SED gewählt und gehörte diesem Parteigremium nach seinen Wiederwahlen auf dem V. Parteitag der SED (10.–16. Juli 1958) und auf dem VI. Parteitag der SED (15.–21. Januar 1963) bis zum VII. Parteitag der SED (17.–22. April 1967) an, auf dem er nicht wiedergewählt wurde. Während dieser Zeit war er mehrere Jahre lang 1. Sekretär der Betriebsparteiorganisation (BPO) des Eisenhüttenkombinates Ost in Stalinstadt, aus der im Zuge der Entstalinisierung am 13. November 1961 Eisenhüttenstadt wurde.
Nach Beendigung seiner Funktion als 1. Sekretär der BPO der EKO wurde Frido Meinhardt 1964 1. Sekretär der Parteiorganisation des Volkswirtschaftsrates der DDR und damit ein enger Mitarbeiter von dessen Vorsitzenden, Heinz Neumann. 1965 wurde er mit dem Vaterländischen Verdienstorden in Silber ausgezeichnet. Er absolvierte ein Studium an der Bergakademie Freiberg und schloss dort 1970 seine Promotion mit der Dissertation Beitrag zur Bestimmung von Entscheidungskriterien und eines Kennziffernsystems zur rationellen Gestaltung der Wirtschaftsorganisation der Schwarzmetallurgie ab.

## Anmerkung
Weitere Ämter und Funktionen im Partei- und Staatsapparat der DDR nach seinem Ausscheiden aus dem ZK 1967 ließen sich nicht recherchieren.

## Veröffentlichungen
- Nur gutes Brot, also auch nur guten Stahl, in: Neues Deutschland vom 16. Oktober 1962 (Onlineversion (Auszug))
- Beitrag zur Bestimmung von Entscheidungskriterien und eines Kennziffernsystems zur rationellen Gestaltung der Wirtschaftsorganisation der Schwarzmetallurgie, Dissertation Bergakademie Freiberg, 1970